# Beauvoir-sur-Mer
Beauvoir-sur-Mer ist eine französische Gemeinde mit 3955 Einwohnern (Stand 1. Januar 2022) im Département Vendée in der Region Pays de la Loire; sie gehört zum Arrondissement Les Sables-d’Olonne und zum Kanton Saint-Jean-de-Monts. Die Einwohner werden Belverin genannt.

## Geographie
Beauvoir-sur-Mer liegt an der Atlantikküste an der Passage du Gois zur Île de Noirmoutier. Umgeben wird Beauvoir-sur-Mer von den Nachbargemeinden Bouin im Norden und Nordosten, Saint-Gervais im Nordosten und Osten, Saint-Urbain im Osten und Südosten sowie La Barre-de-Monts im Südwesten.
Durch die Gemeinde führen die früheren Route nationale 148 und 758.

## Geschichte
Unter dem Namen Ampennum existierte eine gallorömische Siedlung.
Mit der Reformationszeit wurde Beauvoir zu einem Zentrum des Calvinismus in der Vendée. Ludwig XIV. ließ das Schloss Beauvoir 1689 vollständig zerstören.

### Bevölkerungsentwicklung
| Jahr      | 1962 | 1968 | 1975 | 1982 | 1990 | 1999 | 2006 | 2011 | 2019 |
| Einwohner | 2478 | 2798 | 3041 | 3165 | 3277 | 3399 | 3652 | 3917 | 3880 |

## Sehenswürdigkeiten
- Kirche Saint-Philibert (auch Saint-Philbert), errichtet an der Stelle einer früheren Kirche, teilweise im 10. Jahrhundert im romanischen Stil, teilweise im gotischen Stil im 12. Jahrhundert erbaut mit gotischen Erweiterungen im 14. Jahrhundert, 1970 bis 1974 restauriert, Monument historique seit 1926

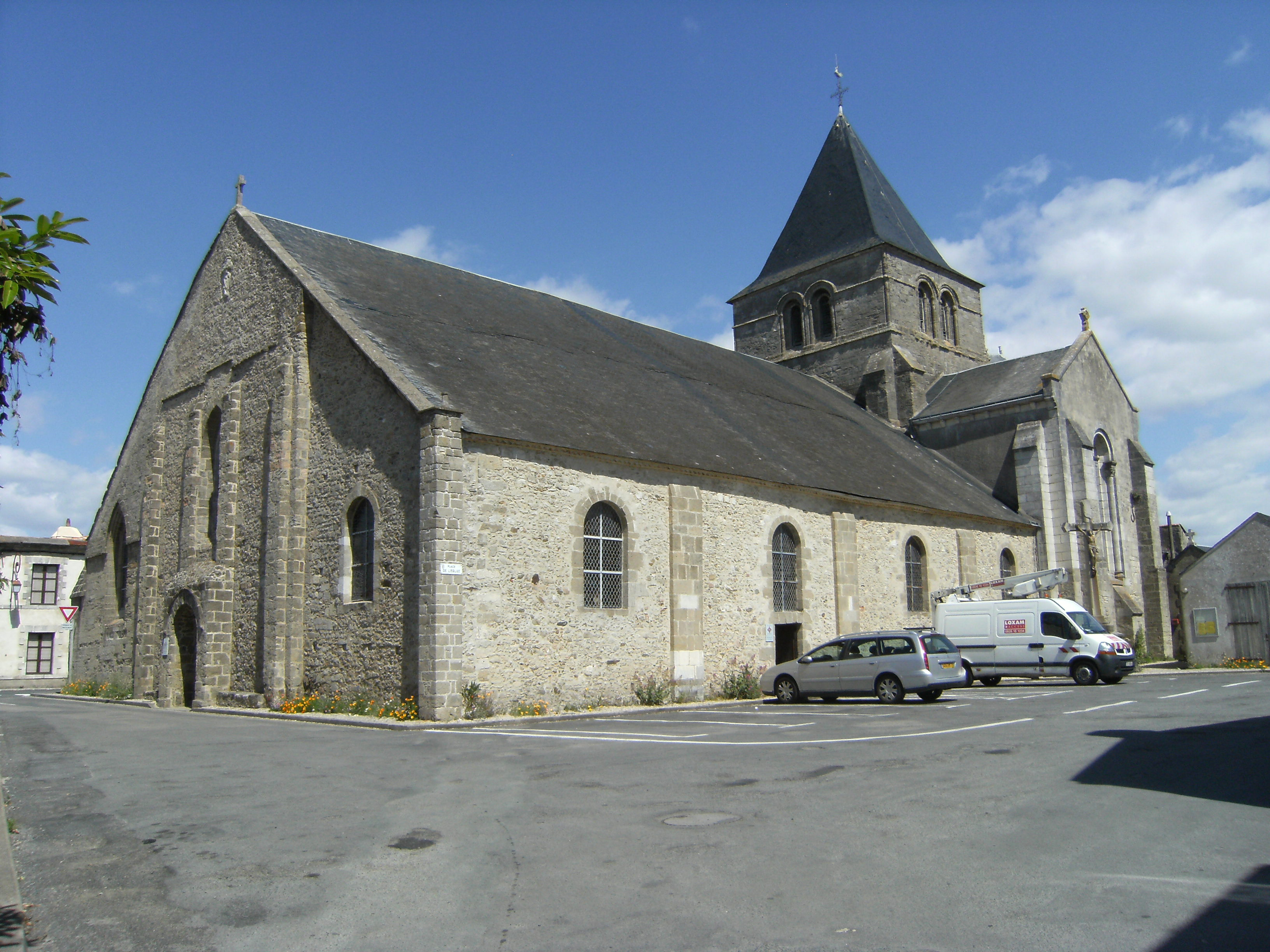
Kirche Saint-Philibert

## Persönlichkeiten
- Françoise de Rohan (1540–vermutlich 1591), Herzogin von Ludonois, vorgeblich verheiratet mit Herzog Jakob von Nemours, in Schloss Beauvoir verstorben
- François Viète (1540–1603), Mathematiker, musste sich auf Grund von Intrigen nach Beauvoir unter den Schutz der Herzogin von Ludonois zurückziehen.